# Фириза (Марамуреш)
Фириза (рум. Firiza) насеље је у Румунији у округу Марамуреш у општини Баја Маре. Oпштина се налази на надморској висини од 388 m.

## Становништво
Према подацима из 2002. године у насељу је живело 1327 становника, од којих су сви румунске националности.